# Busbahnhof Vilnius

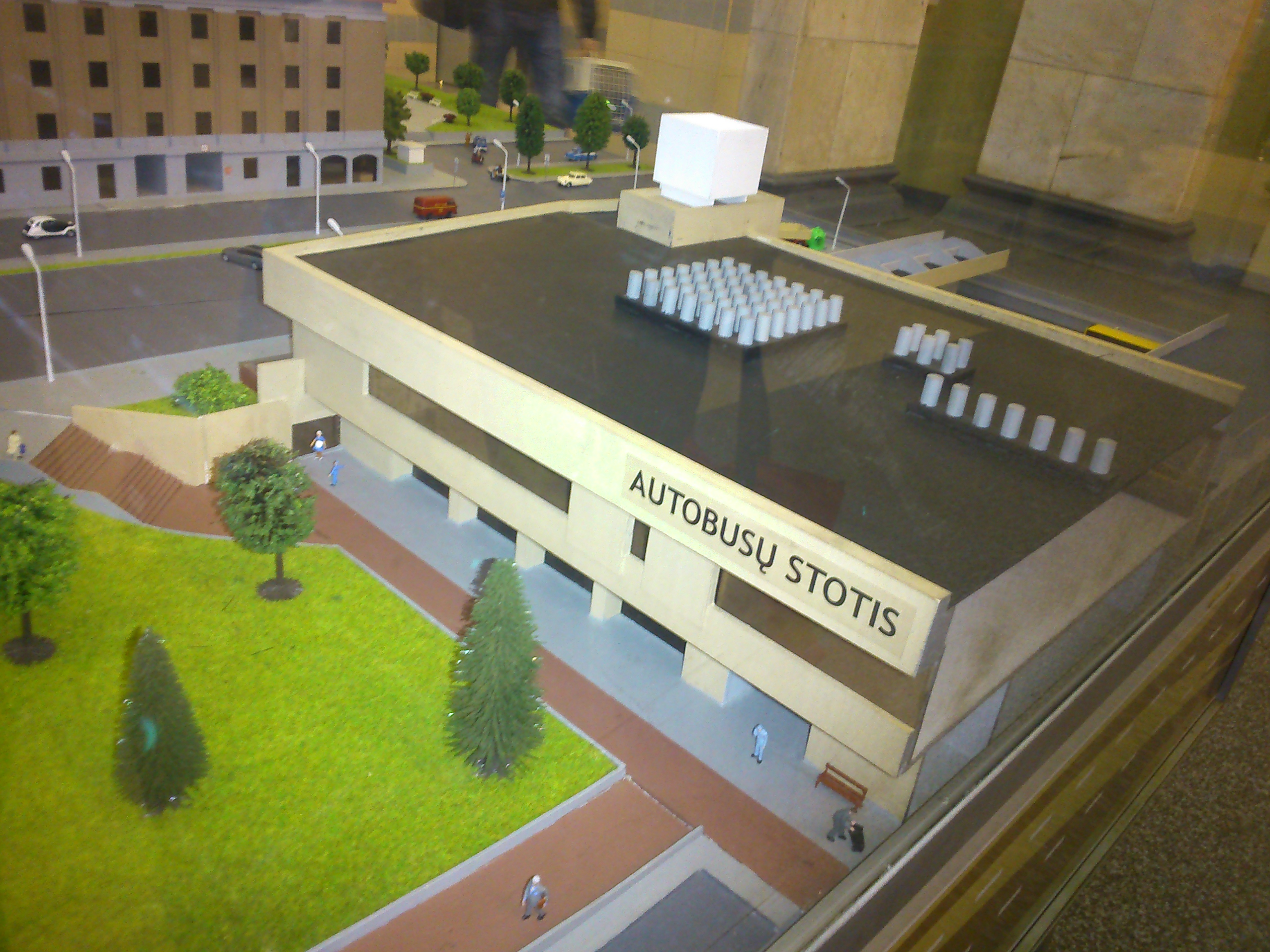
Modell des Busbahnhofs

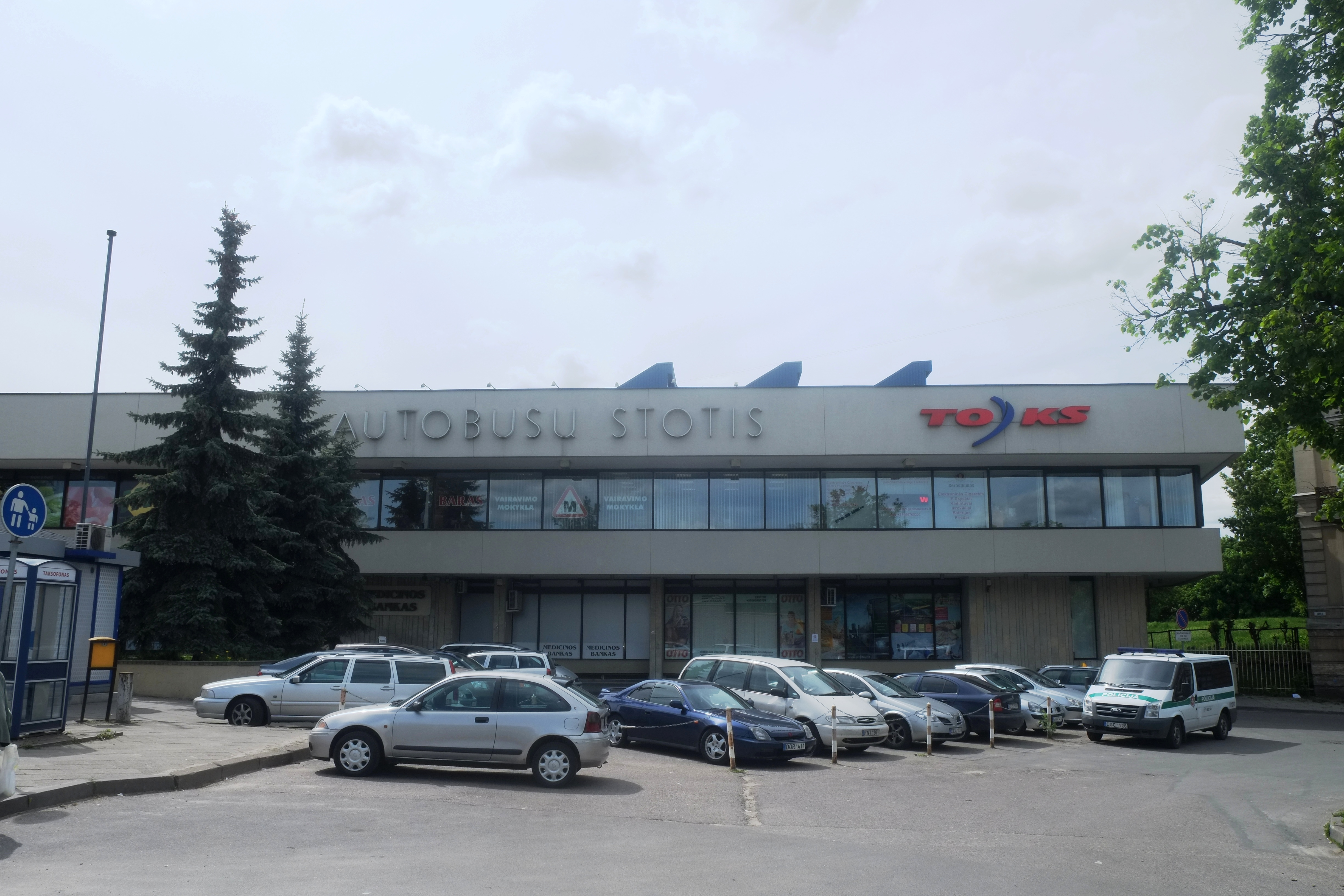

Der Busbahnhof Vilnius (lit. UAB Vilniaus autobusų stotis) ist ein Busbahnhof in der litauischen Hauptstadt Vilnius, ein Unternehmen (Uždaroji akcinė bendrovė). Es erzielte 2012 den Umsatz von 3 Mio. Litas (0,9 Mio. Euro). Der Busbahnhof befindet sich am Bahnhof Vilnius. Die Bahnhof-Einrichtungen haben die Fläche von 3500 Quadratmetern. Der überdachte Bus-Ankunftsbereich ist 2000 Quadratmeter groß. Das Territorium ist 1,8 Hektar groß.

## Geschichte
Am 4. April 1974 wurde der Busbahnhof Vilnius in Betrieb genommen und 2000 modernisiert. Projektautor war Vytautas Brėdikis. Jeden Tag kommen etwa 100 Busse. Jedes Jahr werden etwa 1 Mio. Fahrkarten verkauft.

## Verbindungen
Es gibt Verbindungen zu mehreren litauischen und ausländischen Orten (wie England, Österreich, Ungarn, Norwegen, Schweden, Ukraine, Irland, Griechenland, Schweiz, Dänemark, Italien, Tschechien, Deutschland, Finnland, Spanien, Portugal, Belgien, Niederlande, Marokko, Polen, Estland, Lettland und Frankreich etc.).